# Payal
Payal (nep. पाइल) – gaun wikas samiti w zachodniej części Nepalu w strefie Seti w dystrykcie Achham. Według nepalskiego spisu powszechnego z 2011 roku liczył on 1054 gospodarstwa domowe i 4994 mieszkańców (2786 kobiet i 2208 mężczyzn).